# Супутникова навігація
Супутникова система навігації (англ. GNSS — Global Navigation Satellite System) — комплексна електронно-технічна система, що складається з сукупності наземного та космічного обладнання та призначена для позиціонування в просторі (місцезнаходження в географічній системі координат) і в часі, а також визначення параметрів руху (швидкості, напрямку та ін.) для наземних, водних та повітряних об'єктів.

## Загальні елементи
Загальні елементи супутникової системи навігації:
- Орбітальна група, що складається з декількох (від 2 до 30) штучних супутників Землі, які випромінюють спеціальні радіосигнали;
- Наземна система керування й контролю, що містить блоки вимірювання поточного положення супутників і передачі на них отриманих даних для корегування інформації про їх орбіти;
- Приймальне клієнтське обладнання (геодезичні, картографічні або навігаційні GNSS-приймачі), що використовуються для визначення координат;
- Опціонально: наземна система радіомаяків, що дозволяє значно підвищити точність визначення координат;
- Опціонально: інформаційна радіосистема для передачі користувачам поправок, які також відчутно поліпшують позиціонування.

## Принцип дії
Принцип дії супутникових систем навігації заснований на вимірюванні відстані від антени на об'єкті, географічні координати якого необхідно отримати, до супутників, місцезнаходження яких у будь-який момент відоме з великою точністю. Таблиця положень усіх супутників (так званий «альманах») має бути в кожному приймачі супутникового сигналу до початку вимірювань. Як правило, приймач зберігає альманах у пам'яті з часу останнього вимикання і, якщо він не застарів, миттєво використовує його. Кожний супутник передає в своєму сигналі весь альманах. Таким способом, знаючи відстані до декількох супутників системи, за допомогою звичайних геометричних побудов на основі альманаху можна вирахувати положення об'єкта в просторі.
Метод вимірювання відстані від супутника до антени приймача базується на визначеності швидкості поширення радіохвиль. Для реалізації можливості вимірювання часу радіосигналу, що поширюється, кожний супутник навігаційної системи випромінює сигнали точного часу, використовуючи системну синхронізацію. При роботі супутникового приймача його годинник синхронізується з системним часом і при подальшому прийманні сигналів обчислюється затримка між часом випромінювання, що міститься в самому сигналі, і часом приймання сигналу. Маючи цю інформацію, навігаційний приймач вираховує координати антени. Вся решта параметрів руху (швидкість, курс, пройдена відстань) обчислюється на основі вимірювання часу, який об'єкт витратив на переміщення між двома або більше точками з координатами, визначеними попередніми обчисленнями.

## Сучасний стан
Станом на 2023 рік працює чотири глобальні системи: американська глобальна система позиціонування (GPS), російська глобальна навігаційна супутникова система (ГЛОНАСС), китайська навігаційна супутникова система BeiDou і європейська Галілео
Регіональні навігаційні супутникові системи, які використовуються, — це японська супутникова система Quasi-Zenith (QZSS) та індійська регіональна навігаційна супутникова система (IRNSS) або NavIC.

### GPS
(Також відома під попередньою назвою «NAVSTAR»). Належить міністерству оборони США. Цей факт, на думку більшості держав, є її головним недоліком. Пристрої, що підтримують навігацію через GPS, є найпоширенішими в світі.

### ГЛОНАСС
Належить міністерству оборони РФ. Система, за заявами розробників наземного обладнання, буде мати декілька технічних переваг порівняно з GPS. Після 1996 року супутникове угрупування зменшувалося, і до 2002 року система практично повністю занепала. Була повністю поновлена лише в кінці 2011 року. Відзначається малою розповсюдженістю клієнтського обладнання. До 2025 року передбачена глибока її модернізація.

### Galileo
Європейська система, що перебуває на етапі створення супутникового угрупування, яке планується повністю розгорнути до 2020 року.
15 грудня 2016 року система Galileo розпочала свою роботу.

### Бейдоу
Розгорнута Китаєм підсистема GNSS, призначена для використання тільки у цій країні. Особливість — невелика кількість супутників, що перебувають на геостаціонарній орбіті.
На 28 грудня 2012 року виведено на орбіту Землі 16 навігаційних супутників, 11 з яких використовується за призначенням.
Згідно з планами, до 2012 року вона мала покривати Азіатсько-Тихоокеанський регіон, а до 2020 року, коли кількість супутників буде збільшено до 35, система «Бейдоу» зможе працювати як глобальна. Реалізація цієї програми почалася 2000 року. Перший супутник вийшов на орбіту в 2007-му.

### IRNSS
Індійська навігаційна супутникова система (в стані розробки). Пропонується для використання лише в цій країні. Перший супутник був запущений в 2008 році.

### QZSS
Первісно японська QZSS була задумана у 2002 р. як комерційна система з набором послуг для мобільного зв'язку, мовлення й широкого використання для навігації в Японії та сусідніх районах Південно-Східної Азії. Перший запуск супутника для QZSS був запланований на 2008 р. В березні 2006 японський уряд оголосив, що перший супутник не буде призначений для комерційного використання й буде запущений цілком за бюджетні кошти для відпрацювання прийнятих рішень в інтересах забезпечення навігаційних завдань. Тільки після успішного закінчення іспитів першого супутника почнеться черговий етап і наступні супутники будуть повністю забезпечувати запланований раніше обсяг послуг.

## GNSS в Україні
В березні 2012 року мережа референтних станцій, що складає наземний компонент навігаційної системи GNSS, запрацювала і в Україні.